# Meelis Peitre
Meelis Peitre (* 27. März 1990 in Tallinn) ist ein estnischer ehemaliger Fußballspieler.

## Karriere
Meelis Peitre begann seine Karriere in der Jugend des estnischen Rekordmeister FC Flora Tallinn. Im Jahr 2007 wechselte er in die Esiliiga, der zweithöchsten Spielklasse in Estland zum FC Valga Warrior. In Valga kam Peitre in seiner ersten Spielzeit 2007 auf 28 Spiele, bei denen er 3 Tore erzielen konnte. In der darauf folgenden Saison 2008, welches zugleich seine letzte beim Klub aus dem Süden von Estland war kam dieser auf 34 Spiele und 10 Tore. Im Dezember 2008 befand sich Peitre zusammen mit seinen beiden Landsleuten Henri Anier und Rauno Alliku im Probetraining von Hannover 96 für dessen Jugend, welches das Trio im Februar und März 2009 erneut besuchte. Im Jahr 2009 kehrte Peitre zurück zum Stammverein aus der Landeshauptstadt Tallinn, wo er zunächst in der zweiten Mannschaft in der Esiliiga spielte. Sein Debüt in der Meistriliiga gab er in der Saison 2009. Im Jahr 2010 wurde er mit Flora erstmals Estnischer Meister, den Titel konnte er in der folgenden Saison 2011 erneut gewinnen. Mit den erfolgen im Pokal und Supercup gewann er mit dem Team sogar das Nationale Triple.

## Nationalmannschaft
Meelis Peitre spielt seit der U-17 International für Estland. Über die U-17, U-19 und Estlands U-21 kam er im Jahr 2011 unter Nationaltrainer Tarmo Rüütli zum Debüt für die A-Elf Estlands. Während einer Länderspielreise nach Südamerika im Sommer 2011 kam er zu Einsätzen gegen Chile, wo dieser für Siim Luts eingewechselt wurde sowie vier Tage später gegen Uruguay, wo er ebenfalls in der zweiten Halbzeit ins Spiel kam.

## Erfolge
- Estnischer Meister:  2010, 2011
- Estnischer Fußballpokal: 2011
- Estnischer Supercup: 2011, 2012